# Caprimulgus prigoginei
Caprimulgus prigoginei là một loài chim trong họ Caprimulgidae.